# 조재진
조재진(曺宰溱, 1981년 7월 9일~)은 대한민국의 전 축구 선수이다.

## 개요
경기도 파주시 출생으로 서울숭신초등학교, 대신중학교, 대신고등학교를 졸업하였다. 플레이 스타일이 황선홍을 닮았다고 하여 '작은 황새'라는 별명을 얻었다. 이름의 세 글자 모두 초성이 'ㅈ'인 것에 착안하여 '트리플 J (Jo Jae-Jin)'라는 별명이 붙기도 하였다.

## 클럽 경력
2000년 수원 삼성 블루윙즈에 입단하였지만, 이렇다 할 활약을 보이지 못하였다. 하지만 2002년 광주 상무 불사조에 입대하면서 조금씩 차세대 스트라이커로서의 두각을 보이며 국가대표로도 선발되었고, 2004년 군복무를 마치고 수원 삼성 블루윙즈로 복귀하였다. 2004년 J리그의 시미즈 에스펄스로 이적하여 한 단계 성장한 모습을 보이며 가공할 득점력을 과시하며 주전 공격수로 자리잡아 팀의 공격을 이끌었고, 2005년 세레소 오사카와 준결승전에서 결승골을 기록하는 등 일왕배 준우승에 큰 공헌을 하였다. 2006년 FIFA 월드컵 이후 월드컵에서 보여준 공중볼 처리 능력과 충실한 팀 플레이로 인하여 영국의 한 유력 일간지 호평을 받았고, 2007년 네덜란드 에레디비시의 FC 위트레흐트로의 이적설이 있었지만, 이적료 문제 인하여 결렬되었다. 2008년 시미즈 에스펄스와의 계약이 만료되자, 잉글랜드 프리미어리그의 여러 구단들과 이적 협상을 가졌지만, 예산 문제 및 감독 교체 문제로 인하여 뉴캐슬 유나이티드 FC와 포츠머스 FC로의 이적이 차례로 무산되었고, 다른 공격수들이 연속적으로 영입되어 풀럼 FC로의 이적이 결렬되었다. 결국 K-리그의 전북 현대 모터스로 이적하였고, 2009년 J리그의 감바 오사카로 이적 하였으나 별 다른 활약을 보이지 못해 2011년에 방출당했고, 선천성 고관절 이형성을 앓고 있어 더 이상 선수 생활을 이어 나갈 수 없다고 판단, 2011년 3월 18일 은퇴를 선언하였다.

## 국가대표팀 경력
2003년 6월 8일 우루과이와의 친선경기에서 A매치에 데뷔하였고, 2004년 하계 올림픽에서 예선 3차전 말리전에서 헤딩슛으로 2골을 넣는 등 뛰어난 활약을 펼치며 대한민국의 8강 진출에 일조하였다. 2004년 12월 독일과의 친선경기에서 차두리의 패스를 받아 세 번째 골을 성공시켰다. 2006년 FIFA 월드컵 등에 참가하였다. 2007년 AFC 아시안컵에서는 주전 스트라이커로 활약하였다.

## 그 외
2008년 5월 5일 K-리그 8라운드 수원 삼성 블루윙즈와의 경기에서 서동현이 첫 골을 넣자 전북 현대 모터스 서포터즈 앞에서 도발적인 세레모니를 하였다는 이유로 동점골을 넣자 수원 삼성 블루윙즈의 서포터즈에게 주먹감자를 날리는 세레모니를 하여 논란이 되기도 하였다.

## 경력 목록

### 클럽 경력
- 2000년 ~ 2001년  수원 삼성 블루윙즈
- 2002년 ~ 2003년  광주 상무 불사조 (군복무)
- 2004년  수원 삼성 블루윙즈
- 2004년 ~ 2007년  시미즈 에스펄스
- 2008년 ~  전북 현대 모터스
- 2009년 ~ 2010년  감바 오사카

### 국가대표팀 경력
- 2004년 아테네 올림픽 대표
- 2006년 FIFA 월드컵 대표
- 2007년 AFC 아시안컵 대표

## 수상 내역

### 개인
- 1999년 대통령배 고교축구대회 득점왕 수상
- 1999년 서울시 교육감배 고교축구대회 최우수선수상 수상
- 2004년 제18회 올해의 프로축구 대상 프로스펙스 특별상 수상
- 2007년 AFC 아시안컵 맨 오브 더 매치 : vs. 일본 (3, 4위전)

### 클럽

#### 수원 삼성 블루윙즈
- 리그컵 우승 2회 (2000년, 2001년)
- 대한민국 슈퍼컵 우승 1회 (2000년)
- 아시아 클럽 챔피언십 우승 1회 (2001년)
- 아시아 슈퍼컵 우승 1회 (2001년)

#### 시미즈 에스펄스
- 천황배 전일본 선수권 준우승 1회 (2005년)

### 국가 대표팀
- 2007년 AFC 아시안컵 3위